# NGC 2304
NGC 2304 је расејано звездано јато у сазвежђу Близанци које се налази на NGC листи објеката дубоког неба.
Деклинација објекта је + 17° 59' 19" а ректасцензија 6h 55m 11,8s. Привидна величина (магнитуда) објекта NGC 2304 износи 10,0. NGC 2304 је још познат и под ознакама OCL 484.